# Bocholt (Belgio)
Bocholt è un comune belga di 13 110 abitanti, situato nella provincia fiamminga del Limburgo belga.
Qui viene prodotta la birra "Martens", una delle tante birre prodotte in Belgio ed esportate anche in Italia.